# Mathes Helbling
Mathes Helbling, ou Mathes der Helbling, né avant 1400 à Vienne et mort avant février 1444 dans la même ville, est un architecte et tailleur de pierre autrichien et, à partir de 1437, maître d'œuvre de la cathédrale Saint-Étienne de Vienne .

## Biographie
Mathes Helbling est le fils du peintre Ulrich Helbling, (mort en 1417) ; on sait qu'il a un frère, Ulrich, aussi tailleur de pierre, mort en 1426. En 1435, Mathes Helbling travaille sur les fortifications de la ville de Vienne. Il est enregistré comme successeur de Hans von Prachatitz au poste de maître d'œuvre à la cathédrale Saint-Étienne de Vienne au plus tard en 1437. Son successeur sera Hans Puchsbaum .

## Œuvre
Sa première tâche de maître d'œuvre de la cathédrale est la restauration de la flèche de la tour endommagée par la foudre le 21 juillet 1437, alors qu'elle avait été récemment achevée en 1433. La construction de la nef se poursuit sous sa direction. Une partie du mur nord est achevée vers 1440 (inscription sur la corniche), après quoi commence l'érection des piliers . Les plans de Helbling sont ceux d'une église-halle classique, peu élevée, avec de simples croisées d'ogives.